# Feings (Loir-et-Cher)
Feings – miejscowość i dawna gmina we Francji, w Regionie Centralnym, w departamencie Loir-et-Cher. W 2013 roku populacja ówczesnej gminy wynosiła 735 mieszkańców. 
W dniu 1 stycznia 2019 roku z połączenia pięciu ówczesnych gmin – Contres, Feings, Fougères-sur-Bièvre, Ouchamps oraz Thenay – powstała nowa gmina Le Controis-en-Sologne. Siedzibą gminy została miejscowość Contres. 